# افسر پرچم
افسر پرچم (انگلیسی: Flag officer) یا افسر پرچم‌دار افسری است که در نیروهای مسلح یک کشور به درجه افسری رسیده است و به اندازه کافی ارشد است که حق دارد پرچمی را با نام وی برای نشان دادن موقعیتی که آن افسر از آن فرماندهی می‌کند، برافراشت.
کشورهای مختلف از اصطلاح «افسر پرچم» به روش‌های مختلفی استفاده می‌کنند.
در بسیاری از کشورها، افسر پرچم، افسر ارشد نیروی دریایی است، به ویژه کسی که هر یک از درجات ادمیرالی را دارد؛ این اصطلاح ممکن است شامل درجه ادمیرالی یا دریابدی باشد یا نباشد.
در برخی از کشورها، مانند ایالات متحده آمریکا، هند و بنگلادش، این عنوان ممکن است در همه نیروهای مسلح، نه فقط در نیروی دریایی، اعمال شود. این بدان معناست که ژنرال‌ها را نیز می‌توان افسر پرچم در نظر گرفت.
در بیشتر ارتش‌های عربی، واژه لوا (عربی: لواء)، که می‌توان آن را به عنوان «افسر پرچم» ترجمه کرد، یک درجه خاص است که معادل درجه یک سرلشکر است. با این حال، «پرچمدار» به‌طور قابل بحثی ترجمه تحت‌اللفظی دقیق‌تری از این کلمه است. در اصل، یک لوا چندین واحد به نام «پرچم» یا «پرچمداران» (یعنی تیپ‌ها، که لوا نیز نامیده می‌شوند) را فرماندهی می‌کند.
در نیروی دریایی روسیه تقریباً معادل یک افسر پرچم در نیروی دریایی سلطنتی بریتانیا را پرچم‌دار (флагман) می‌نامد. پیش از تشکیل نیروی دریایی شوروی در سال ۱۹۱۸، نیروی دریایی امپراتوری روسیه نیز افسرانی با وظیفه پرچم‌دار (флаг-офицер) داشت که تابع یک افسر پرچم بودند و به ویژه وظایف آجودانی و علامت‌دهی را بر عهده داشتند.
عنوان عمومی افسر پرچم در بسیاری از نیروهای دریایی و گارد ساحلی مدرن برای اشاره به کسانی که دارای رتبه ادمیرال یا معادل آن و بالاتر هستند، که به آن "درجه پرچم" نیز گفته می‌شود، استفاده می‌گردد. در برخی از نیروهای دریایی، افسر پرچم شامل رتبه کمودور نیز می‌شود. افسر پرچم با اصطلاحات عمومی افسر عمومی که توسط نیروهای زمینی و برخی از نیروهای هوایی برای توصیف تمام درجات ژنرال‌ها استفاده می‌شود و افسر هوایی که توسط سایر نیروهای هوایی برای توصیف تمام درجات مارشال‌های هوایی و کمودورهای هوایی استفاده می‌شود، مطابقت دارد.
یک افسر پرچم گاهی اوقات یک افسر جزء است که ستوان پرچم یا آجودان پرچم نامیده می‌شود و به عنوان آجودان شخصی یا دستیار نظامی منصوب می‌شود.